# غسل تعمید (فیلم ۲۰۱۰)
غسل تعمید (لهستانی: Chzest) یک فیلم درام لهستانی به کارگردانی مارچین ورونا است که در سال ۲۰۱۰ منتشر شد.

## گزیدهٔ بازیگران
- توماش شوخارت
- وویچیخ ژیلینسکی
- آدام ورونوویچ
- ناتالیا ریبیتسکا
- میخاو کوترسکی
- پاوئو توماشفسکی
- کشیشتف چچوت
- ایوونا بیلسکا